# Астури

Астури на півночі Піренейського півострова. 300 до н.е.

Асту́ри (лат. astures) — кельтський народ на півночі Піренейського півострова у VI ст. до н.е. — Х ст. н.е. Займали терени сучасної Астурії, іспанських провінцій Леону, Луго і Самори, португальської Трансмонтани. За мовою та матеріальною культурою були близькими до західних сусідів — галлеків. Мали матірархально-родовий устрій. Проживали у городищах. Володіли понад 20 містами й 10 поселеннями. Були язичниками. Основою господарства було скотарство (розведення овець, корів, малих коней), збиральництво (жолуді), землеробство (вирощування ячменю, пшениці, льону). Практикували грабіжницькі набіги на сусідів, зокрема на ваккеїв та римлян на півдні. Поділялися на племена, які входили до двох географічних груп, розділених горами: загірні астури (transmontani) та пригірні астури (cismontani). Перші мешкали між річкою Навія та горами Пікос (сучасна Астурія), другі — в районі долини річки Астура (Леон). У римських джерелах фіксуються з 207 до н.е. як найманці карфагенян у Другій Пунічній війні. Славилися як мужні і вперті вояки. Були об'єднані у племінну федерацію з гірською столицею в Астуриці. Разом із кантабрами безуспішно опиралися римській експансії (29–19 до н.е.). Після поразки їхні землі були інкорпоровані до складу римської провінції Тарраконська Іспанія. Погано піддавалися романізації, дотримувалися власних звичаїв, але поступово прийняли християнство. Часто бунтували проти римської влади. Використовувалися римлянами як допоміжна кіннота. Брали участь у римських війнах з британцями і германцями. Після падіння Римської імперії відбили вторгнення свевів і аланів у V ст. Через сторіччя були підкорені готами Сісебута. Під час мусульманської навали VIII ст. зберегли незалежність. Під проводом Пелагія створили Астурійське королівство, зародок майбутньої Іспанії, й почали Реконкісту. Стали етнічною основою іспанців (астурійців, кастильців, леонців) та португальців (мірандійців).

## Історія
- 29—19 до н.е.: Кантабрійські війни проти Риму. Завершилися поразкою й приєднанням астурських земель до Римської імперії.

## Міста

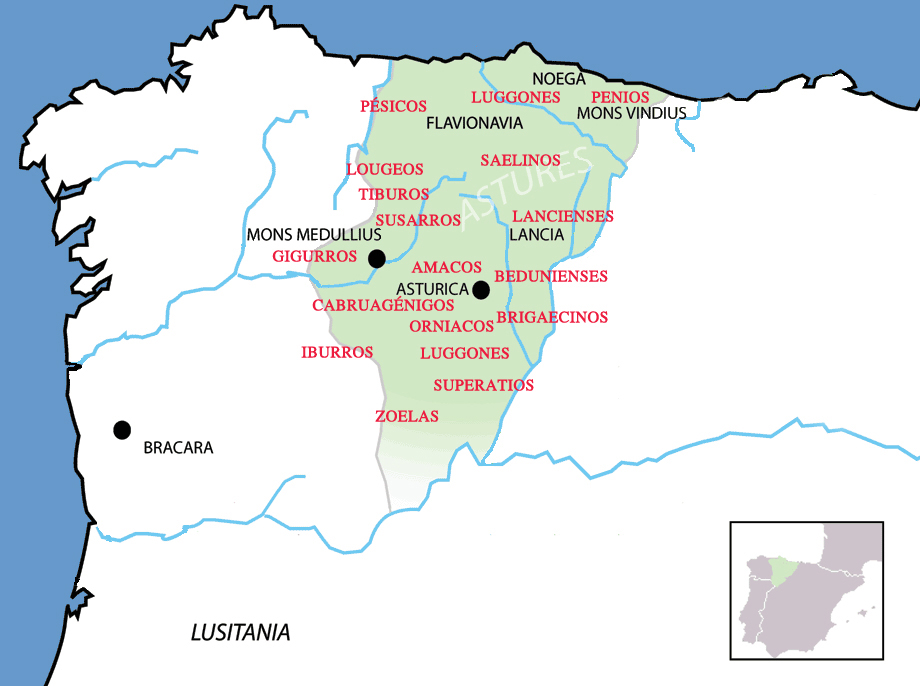
Головні міста й поселення астурів.

- Аліга (лат. Aliga) — Аліха (?), Леон, Іспанія.
- Астурика (лат. Asturica) — Асторга, Леон, Іспанія.
- Бедунія (лат. Bedunia) — Кастро-де-Себронес, Леон, Іспанія.
- Бергідум (лат. Bergidum) — Какабелос, біля Вільяфранка-дель-Бьєрсо, Леон, Іспанія.
- Бригецій (лат. Brigaetium) — Бенавенте, Самора, Іспанія.
- Курунда (лат. Curunda) — Каштру-де-Авеланш, Трансмонтана, Португалія.
- Ланція (лат. Lancia) — Вільясабарьєго, Леон, Іспанія.
- Лукус-Астурум (лат. Lucus Asturum) — Луго-де-Льянера, Астурія.
- Монс-Меддулій (лат. Mons Medullius) — Лас-Медулас (?), Леон, Іспанія.
- Неметобріга (лат. Nemetobriga) — Пуебла-де-Трівес, Оренсе, Іспанія. Релігійний центр.

## Племена

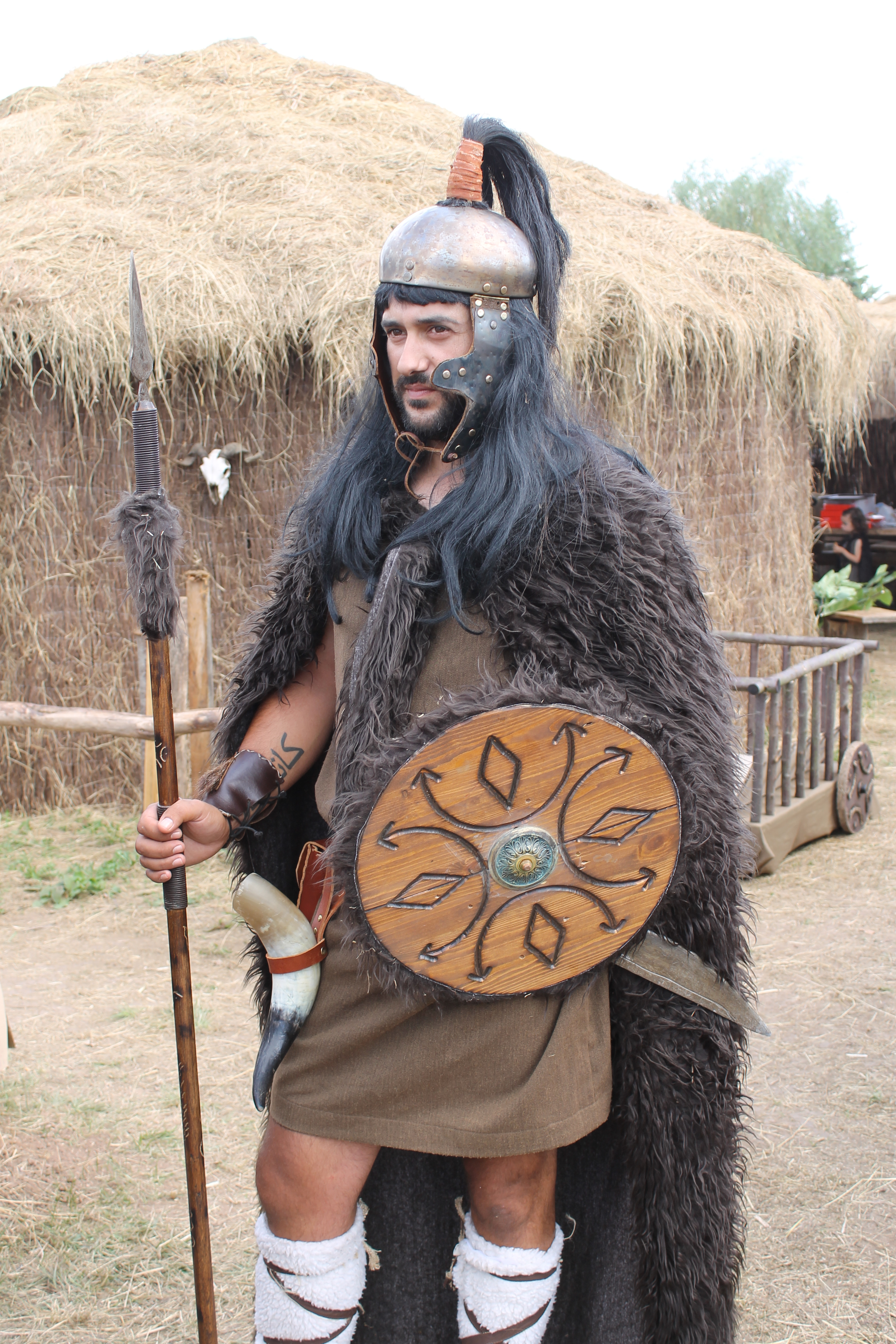
Сучасна реконструкція астурсько-кантабрійського озброєння

Астурські племена доримської і римської доби.
Загірні астури
- кабарки
- ібурри
- луггони
- песіки
- пенії
- селіни
- вінціани
- віроменики
- бригентини
- бедунієни

Пригірні астури
- амаки
- кабруагениги
- ланцієнси
- лугеї
- тібури
- орніаки
- суператії
- гігурри
- зоели
- сусарри